# Zeitgeist, the Movie
Zeitgeist, the Movie er en dokumentarfilm fra 2007 der er produceret af Peter Joseph i 2007 og handler om kristendommen, terrorangrebet den 11. september 2001 og USA's centralbank samt om en række konspirationsteorier om de tre emner. Den blev udgivet online på Google Video i juni 2007. Filmen varer 1 time og 55 min.
Zeitgeist erklærer, at den forsøger på at få folk til åbne deres øjne, så de kan se hvad der i virkeligheden foregår i forhold til ovenstående emner, idet den erklærer sig uenig med den officielle forklaring. Den har ligeledes et erklæret mål om at sætte gang i et oprør mod de systemer, den redegør for kontrollerer denne verden. Dog er filmens hovedbudskab at man som individ bør tænke selv og ikke "blot" tage de informationer, der præsenteres gennem de gængse medier for pålydende. 
For at understøtte dette er der på hjemmesiden en række kildehenvisninger. 